# Kanton La Rochelle-1
Der Kanton La Rochelle-1 ist seit 1973 ein französischer Kanton im Département Charente-Maritime und in der Region Nouvelle-Aquitaine. Er umfasst im Arrondissement La Rochelle einen Teilbereich der Stadt La Rochelle. Im Rahmen der landesweiten Neuordnung der Kantone im März 2015 wurde sein Zuschnitt vergrößert, so dass im Kanton jetzt 27.060 Einwohner leben (Stand: 2022). Mit der Neuordnung änderte sich außerdem sein INSEE-Code von 1723 auf 1714.

## Gemeinden
Der Kanton besteht aus dem nordwestlichen Teil der Stadt La Rochelle.

## Politik
| Vertreter im Departementrat | Vertreter im Departementrat             | Vertreter im Departementrat |
| Amtszeit                    | Namen                                   | Partei                      |
| --------------------------- | --------------------------------------- | --------------------------- |
| 1998–2015                   | Gilles Gautronneau                      | PRG                         |
| 2015–                       | Marylise Fleuret-Pagnoux Pierre Malbosc | PRG                         |